# Лобия
Лобия, или гиацинтовые бобы, или египетские бобы (лат. Lablab purpureus) — вид травянистых, в основном вьющихся растений семейства Бобовые (Fabaceae). 

## Ботаническое описание
Стебель достигает в длину до 3—5 м, даёт 15—20 боковых побегов.
Листья сформированы тремя листочками. Крупные цветки белого, красноватого или пурпурного цветов собраны в кистевидные соцветия.
Плоды — бобы, сплюснутые, изогнутые, с клювовидно заострёнными кончиками, в которых формируется от двух до четырех семян.  
Семена крупные, шаровидной, яйцевидной или уплощённой формы, с рубчиком, белого, или коричневого, чёрного цвета.

## Значение и применение
Известно в культуре с древности, как пищевое и кормовое растение. Место происхождения достоверно неизвестно, предположительно возник в предгорьях Килиманджаро, откуда проник в Египет и Азию. Возделывается преимущественно в тропических и субтропических районах Азии и Африки, порой в Южной и Центральной Америке.
В пищу используются несозревшие бобы и спелые семена. Используется в составе классического грузинского лобио, с XVII века с появлением фасоли этот вариант рецепта стал терять популярность.
Существует множество сортов и форм. В Европе культивируется как однолетнее декоративное растение.

## Таксономия
Ранее растение включали в род Долихос (Dolichos), в связи с чем во многих публикациях растение упоминается как Долихос обыкновенный, или Долихос лаблаб.
Синонимы:
- Dolichos benghalensis Jacq.
- Dolichos lablab L.
- Dolichos purpureus L.
- Lablab lablab (L.) Lyons
- Lablab niger Medik.
- Vigna aristata Piper